# Dominicas Misioneras del Sagrado Corazón de Jesús
La Congregación de Hermanas Dominicas Misioneras del Sagrado Corazón de Jesús (oficialmente en inglés: Congregation of Dominican Missionary Sisters of the Most Sacred Heart of Jesus) es un instituto religioso católico femenino, de vida apostólica y de derecho pontificio, fundado por la religiosa sudafricana Mary Patrick Cosgrave, en 1898, en Harare (Zimbabue). A las religiosas de este instituto se les conoce como dominicas misioneras y posponen a sus nombres las siglas O.P..

## Historia

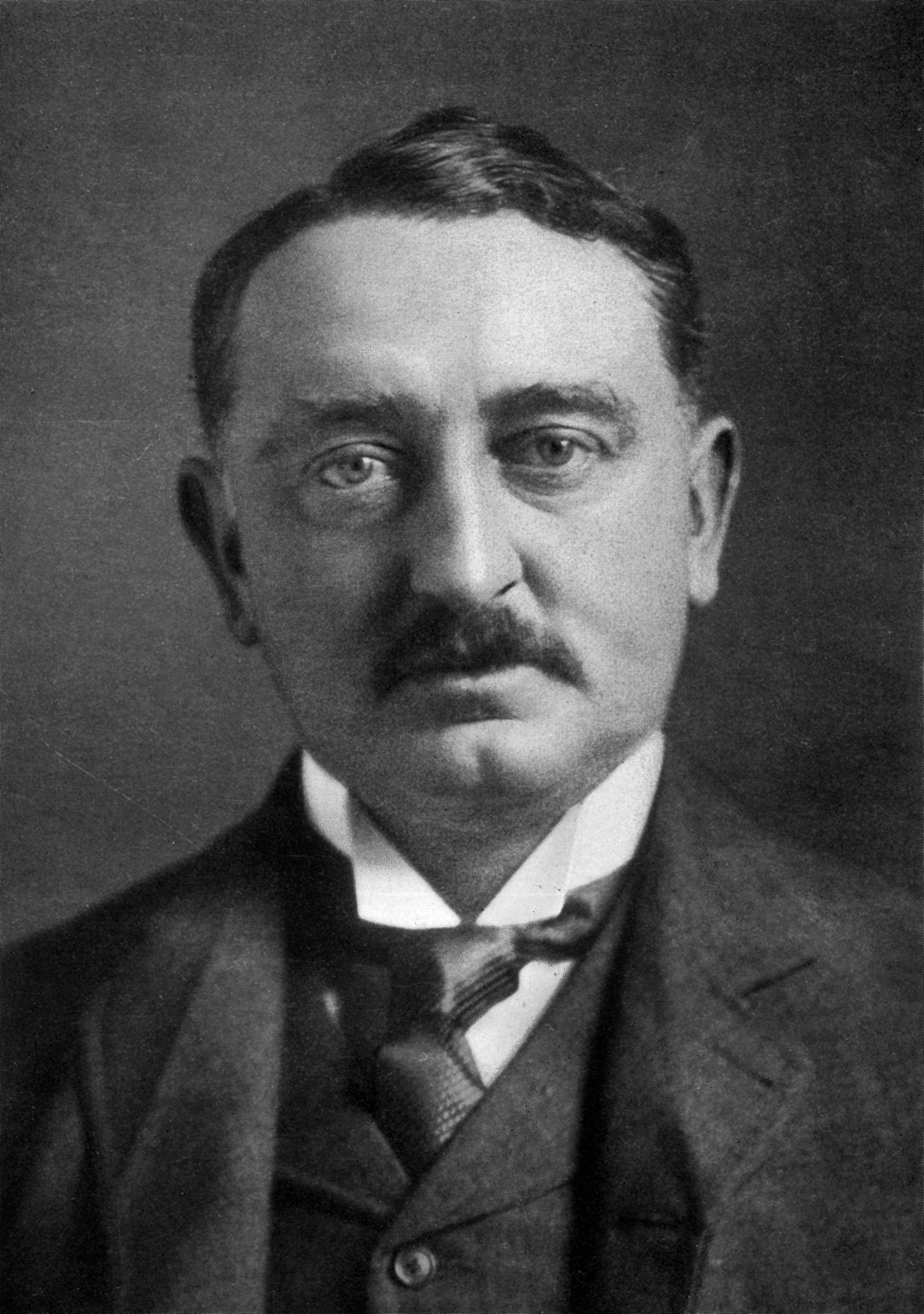
Cecil Rhodes (1853-1902), político británico, jugó un papel importante en la fundación de la congregación en Zimbabue.

En 1891 cinco religiosas dominicas, de la Congregación de King William's Town, guiadas por Mary Patrick Cosgrave, por petición de Cecil Rhodes, que necesitaba enfermeras para los soldados heridos llegaron a los territorios de Salisbury (hoy Harare-Zimbabue). Estas religiosas se separaron de la casa madre el 24 de abril de 1898. El instituto fue aprobado por el papa Pío XI, como congregación de derecho pontificio, mediante decretum laudis del 16 de noviembre de 1922.

## Organización
La Congregación de Hermanas Dominicas Misioneras del Sagrado Corazón de Jesús es un instituto religioso de derecho pontificio, internacional y centralizado, cuyo gobierno es ejercido por una priora general. La sede central se encuentra en Crawley (Inglaterra).
Las dominicas misioneras se dedican a la educación e instrucción cristiana de la juventud y a la pastoral sanitaria, forman parte de la familia dominica y usan el hábito blanco y velo negro. En 2017, el instituto contaba con 292 religiosas y 32 comunidades, presentes en Alemania, Colombia, Kenia, Reino Unido, Zambia y Zimbabue.